# Норт-Рівер-Шорс (Флорида)
Норт-Рівер-Шорс (англ. North River Shores) — переписна місцевість (CDP) в США, в окрузі Мартін штату Флорида. Населення — 3459 осіб (2020).

## Географія
Норт-Рівер-Шорс розташований за координатами 27°13′18″ пн. ш. 80°16′34″ зх. д. / 27.22167° пн. ш. 80.27611° зх. д. (27.221690, -80.276115).  За даними Бюро перепису населення США в 2010 році переписна місцевість мала площу 5,08 км², з яких 3,33 км² — суходіл та 1,75 км² — водойми.

## Демографія
Згідно з переписом 2010 року, у переписній місцевості мешкало 3079 осіб у 1477 домогосподарствах у складі 849 родин. Густота населення становила 606 осіб/км².  Було 1851 помешкання (364/км²).
Расовий склад населення:
| - 95,8 % — білих - 1,2 % — азіатів - 0,6 % — чорних або афроамериканців - 0,5 % — корінних американців - 1,1 % — осіб інших рас |

До двох чи більше рас належало 0,7 %. Частка іспаномовних становила 4,0 % від усіх жителів.
За віковим діапазоном населення розподілялося таким чином: 15,9 % — особи молодші 18 років, 53,5 % — особи у віці 18—64 років, 30,6 % — особи у віці 65 років та старші. Медіана віку мешканця становила 52,9 року. На 100 осіб жіночої статі у переписній місцевості припадало 88,5 чоловіків;  на 100 жінок у віці від 18 років та старших — 85,4 чоловіків також старших 18 років.
Середній дохід на одне домашнє господарство  становив 79 426 доларів США (медіана — 46 206), а середній дохід на одну сім'ю — 108 045 доларів (медіана — 82 500). За межею бідності перебувало 20,3 % осіб, у тому числі 26,5 % дітей у віці до 18 років та 3,4 % осіб у віці 65 років та старших.
Цивільне працевлаштоване населення становило 1536 осіб. Основні галузі зайнятості: освіта, охорона здоров'я та соціальна допомога — 19,9 %, науковці, спеціалісти, менеджери — 16,0 %, роздрібна торгівля — 14,9 %.